# Michel Layaz

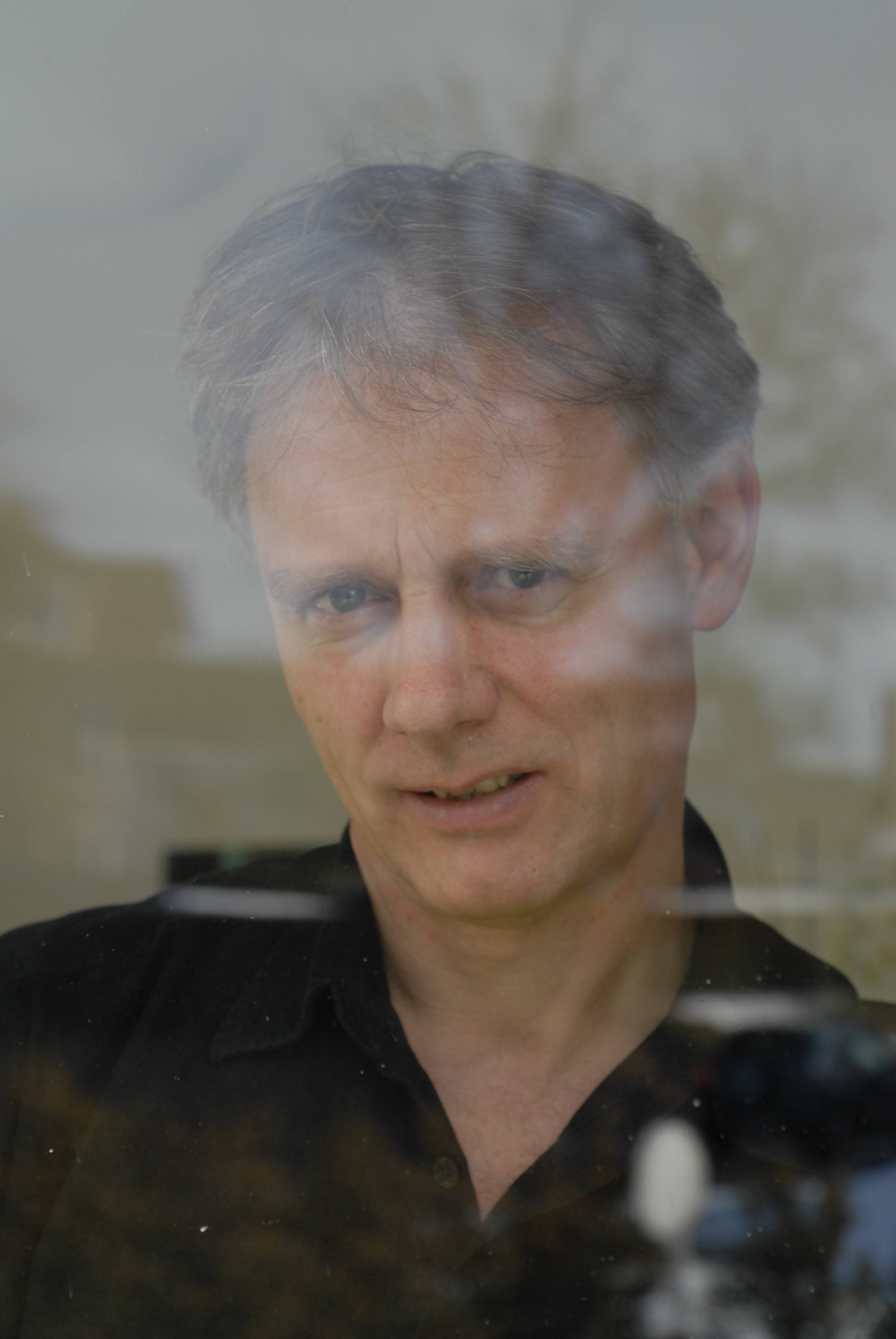
Michel Layaz (2013)

Michel Layaz (* 15. August 1963 in Fribourg) ist ein Schweizer Schriftsteller.

## Leben
Michel Layaz studierte Französische Literatur an der Universität Lausanne. Nach einer sechsmonatigen Reise rund um das Mittelmeer erschien 1993 mit Quartier terre sein erster von bisher 13 Romanen. Seit 2007 unterrichtet er am Schweizerischen Literaturinstitut in Biel. Seine Werke wurden teilweise auch in deutschen und italienischen Übersetzungen veröffentlicht.
Er ist Mitglied des Vereins Autorinnen und Autoren der Schweiz (AdS) und lebt in Epalinges.

## Auszeichnungen
- 1998: Beitrag der Fondation Leenaards
- 1998: Prix Edouard Rod für Les Légataires
- 2003: Prix Michel Dentan
- 2004: Prix des auditeurs de la radio suisse romande für Les Larmes de ma mère
- 2004: Prix culturel vaudois
- 2009: Prix des Collégiens (du Canton du Valais) für Cher Boniface
- 2017: Prix Bibliomedia
- 2017: Schweizer Literaturpreis für Louis Soutter, probablement[1]
- 2019: Prix Rambert für Sans Silke

## Werke
- Quartier terre. Éditions L’Âge d’Homme, Lausanne 1993
- Le Café du professeur. L’Âge d’Homme, Lausanne 1995
- Ci-gisent. L’Age d’homme, Lausanne 1998
- Les Légataires. Éditions Zoé, Genf 2001
- Les Larmes de ma mère. Zoé, Genf 2003
- La Joyeuse Complainte de l’idiot. Zoé, Genf 2004
  - Die fröhliche Moritat von der Bleibe. Deutsch von Yla von Dach. Verlag die brotsuppe, Biel 2014, ISBN 978-3-905689-51-8
- Le Nom des pères et autres récits. Zoé, Genf 2004
- Il est bon que personne ne nous voie. Zoé, Genf 2006
- Cher Boniface. Zoé, Genf 2009
- Deux sœurs. Zoé, Genf 2011
- Le tapis de course. Zoé, Genf 2013
  - Auf dem Laufband. Deutsch von Yla von Dach. Die brotsuppe, Biel 2016, ISBN 978-3-905689-63-1
- Louis Soutter, probablement. Roman. Zoé, Genf 2016
  - Louis Soutter, sehr wahrscheinlich. Deutsch von Yla von Dach. Die brotsuppe, Biel 2020, ISBN 978-3-03867-024-7.
- Sans Silke. Zoé, Genf 2019
- Les Vies de Chevrolet. Zoé, Genf 2021